# Kazimierz Jaroszewski
Kazimierz Jaroszewski, pseudnonimy „Kustra” i „Ekstra” (ur. 6/16 stycznia lub 16 lutego 1882 w Mińsku Mazowieckim lub Kampinosie, zm. po 1964) – polski działacz polityczny i samorządowy, księgowy, urzędnik, prezydent Tarnowa (1947–1949).

## Życiorys
Syn Mikołaja, z zawodu krawiec, ok. 1909 ukończył też roczny kurs księgowości na uniwersytecie ludowym im. Adama Mickiewicza. Od 1899 działał w młodzieżowym kole Polskiej Partii Socjalistycznej w Warszawie-Woli. W marcu 1901 aresztowany i osadzony w X Pawilonie Cytadeli Warszawskiej, od 1903 do 1905 wyrokiem Warszawskiej Izby Sądowej zesłany do guberni irkuckiej. W 1905 powrócił do kraju, działał pod pseudonimem „Ekstra” w strukturach PPS w Radomiu i Piotrkowie. Od listopada 1905 do lipca 1906 ponownie więziony, następnie działał w PPS-ie w Łodzi i Radomiu. W 1906 został członkiem Okręgowego Komitetu Robotniczego PPS-Lewicy w Radomiu. W kwietniu 1907 ponownie aresztowany, więziony w Radomiu i na Pawiaku, a od 1908 po skazaniu za redagowanie podziemnego pisma w Łomży.
Wiosną 1908 wyjechał do Krakowa, gdzie był sekretarzem Zarządu Oddziału Zagranicznego PPS-Lewicy i współzałożycielem Robotniczego Stowarszyszenia Spozywców „Naprzód”. W 1909 podjął pracę w Towarzystwie Naftowym „Premier” w Borysławiu, został tam organizatorem Powszechnej Spółdzielni Spożywców Pracowników Naftowych oraz do 1914 członkiem komitetu miejskiego Polska Partia Socjalno-Demokratycznej Galicji i Śląska Cieszyńskiego. Wykładał historię na kursach Związku Strzeleckiego, od 1914 zatrudniony w intendenturze Legionów Polskich w Krakowie. W 1917 aktywny przy budowie struktur PPS w Zagłębiu Dąbrowskim, a od 1917 ponownie w Borysławiu, gdzie podjął prace w przemyśle naftowym.
W Borysławiu działał w PPSD i po zjednoczeniu od 1919 PPS, działał w Komitecie Aprowizacyjnym (1919–1921). Następnie pracował krótko jako dyrektor firmy Apronaft (zajmującej się żywieniem robotników naftowych), potem kierownik działu materiałowego w Koncernie Galicyjskie Gwarectwo Naftowe „Harklowa” Lwów, dyrektor Powiatowej Kasy Chorych w Drohobyczu (1924–1929) oraz pracownik Komitetu Budowy Domów Robotniczych w Borysławiu (od 1930). Został szefem komitetu PPS w Borysławiu i tamtejszego Towarzystwa Uniwersytetu Robotniczego. Wybierany do rady miejskiej Drohobycza, gdzie kierował klubem PPS, w latach 1934–1937 zasiadał w Komisji Wnioskowej i Radzie Naczelnej PPS. Został prezesem Związku Zawodowego Pracowników Umysłowych Przemysłu Naftowego w Polsce i szefem miejscowej spółdzielni spożywców naftowych, w 1939 przewodniczył strajkowi pracowników umysłowych branży naftowej.
Podczas II wojny światowej znalazł się na terenach okupowanych przez ZSRR. Był księgowym w przedsiębiorstwie zajmującym się spławem drewna, a od 1941 pracownikiem delegatury polskiej ambasady w Samarkandzie. W 1942 po ewakuacji do Iranu zajmował się kontrolą obozów dla polskich uchodźców, a od sierpnia 1943 do czerwca 1947 z ramienia rządu kierował opieką społeczną dla Polaków przebywających w Palestynie. Po powrocie do Polski od października 1947 do lutego 1949 pozostawał prezydentem Tarnowa. Należał do Polskiej Partii Socjalistycznej (lubelskiej), od 1948 w szeregach Polskiej Zjednoczonej Partii Robotniczej. W 1949 został szefem tarnowskiej Ubezpieczalni Społecznej. Pomiędzy 1951 a 1955 pracował jako księgowy w Jelinie-Zdroju i Szczawnie-Zdroju. W 1958 przeszedł na rentę, zmarł po 1964.
W młodym wieku utracił lewą nogę. W 1931 został odznaczony Medalem Niepodległości.